# Тайско-Бирманская железная дорога
Тайско-Бирманская железная дорога, также известная как Дорога Смерти — железная дорога между Бангкоком (Таиланд) и Рангуном (Бирма), построенная Императорской Японией в ходе Второй мировой войны. Протяжённость дороги составила 415 километров (из них почти 13 км (8 миль) мостов). Дорога использовалась для снабжения японских войск в «Бирманской кампании».

## История

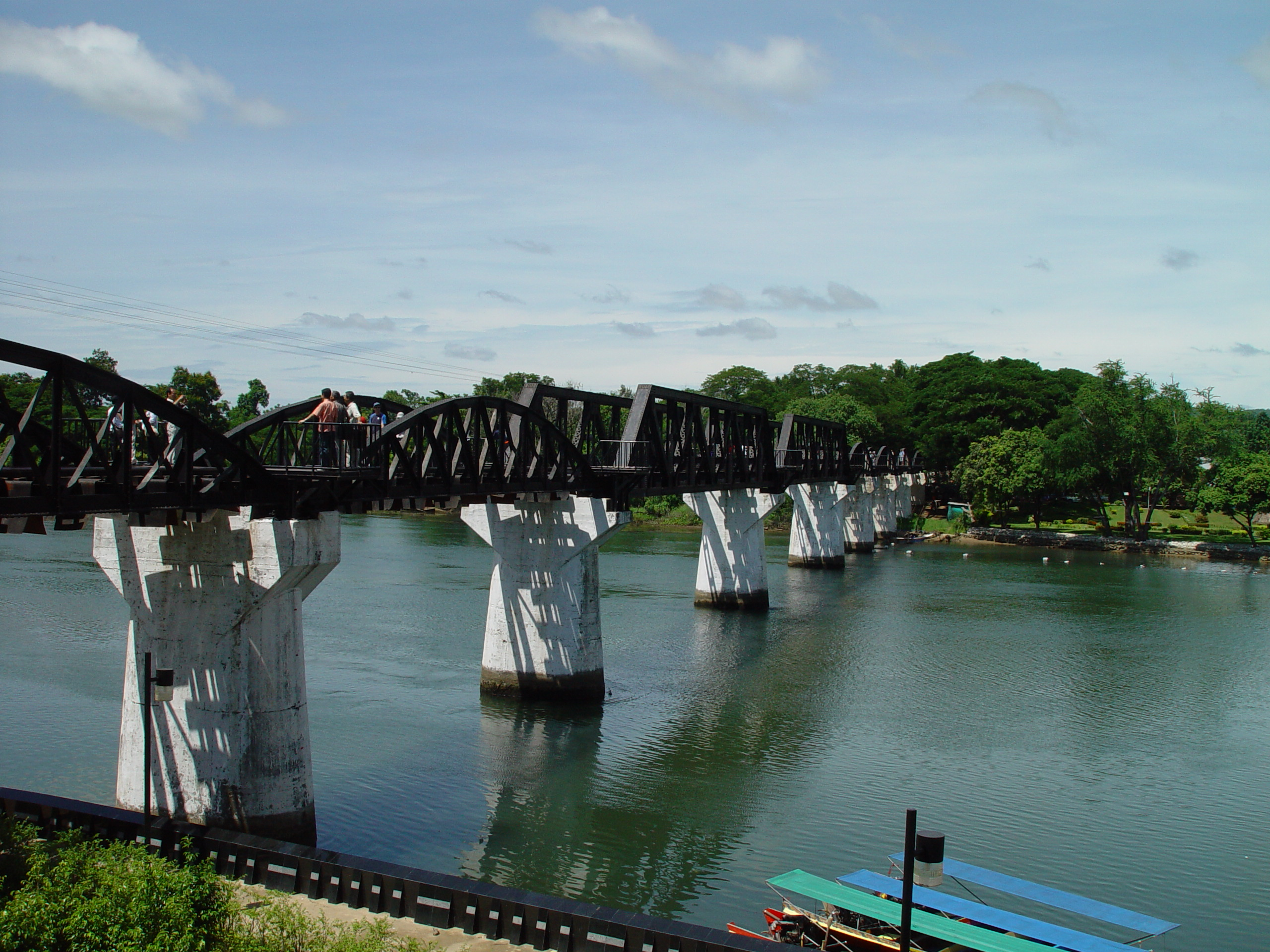
Мост через реку Квай

Возможность строительства железнодорожной линии между Таиландом и Бирмой была рассмотрена в XX веке британским правительством Бирмы, но предлагаемое направление дороги, через холмистые джунгли с большим количеством рек, было признано непосильной задачей. В 1942 году японские войска вторглись в Бирму из Таиланда и отвоевали её у Великобритании. Для снабжения своих войск в Бирме японцы использовали морской путь через Малаккский пролив и Андаманское море. Этот путь постоянно подвергался атакам подводных лодок союзников и требовал большого количества транспортных судов. Очевидной альтернативой стало строительство железной дороги. Оно началось практически одновременно с двух сторон в июне 1942 года. 17 октября 1943 года обе линии соединились. Но к тому времени обстановка на фронте начала меняться в пользу союзников, и необходимость в дороге отпала, поскольку японцы стали отступать из Юго-Восточной Азии.

### Мост через реку Квай
Самая известная часть дороги — мост номер 277 через реку Кхвэяй. Изначально река носила название Мэкхлонг, однако успех вышедшего в 1957 году фильма «Мост через реку Квай» (по одноимённому роману Пьера Буля) побудил таиландские власти переименовать в 1960 году течение реки выше впадения притока Кхуэной («малый приток») в Кхвэяй («большой приток»).
Первый деревянный мост через эту реку был закончен в феврале 1943 года, железобетонный мост был построен в июне. Авиация союзников несколько раз пыталась разрушить этот мост, но лишь 2 апреля 1945 года мост 277 был разбомблен. После окончания войны две центральные секции были восстановлены в Японии и переданы Таиланду по репарациям.

### Послевоенные годы
В результате военных действий дорога была приведена в негодное состояние, и движение по ней долго отсутствовало. Реконструкция прошла в три этапа и завершилась 1 июля 1958 года. Восстановлена и до сих пор используется только часть дороги (130 км), расположенная на территории Таиланда. Большая часть линии разобрана, а рельсы использованы при строительстве других железнодорожных объектов. В основном здесь ездят туристы, а также родственники и потомки погибших пленных.
Северные участки дороги, проходящие по территории Бирмы (ныне — Мьянмы) намеренно не восстанавливались из-за опасения вооруженного нападения со стороны маоистского Китая. Сегодня они поглощены джунглями. В 1990-е годы существовали планы по полной реконструкции железной дороги, но пока они не осуществились.

## Жертвы строительства

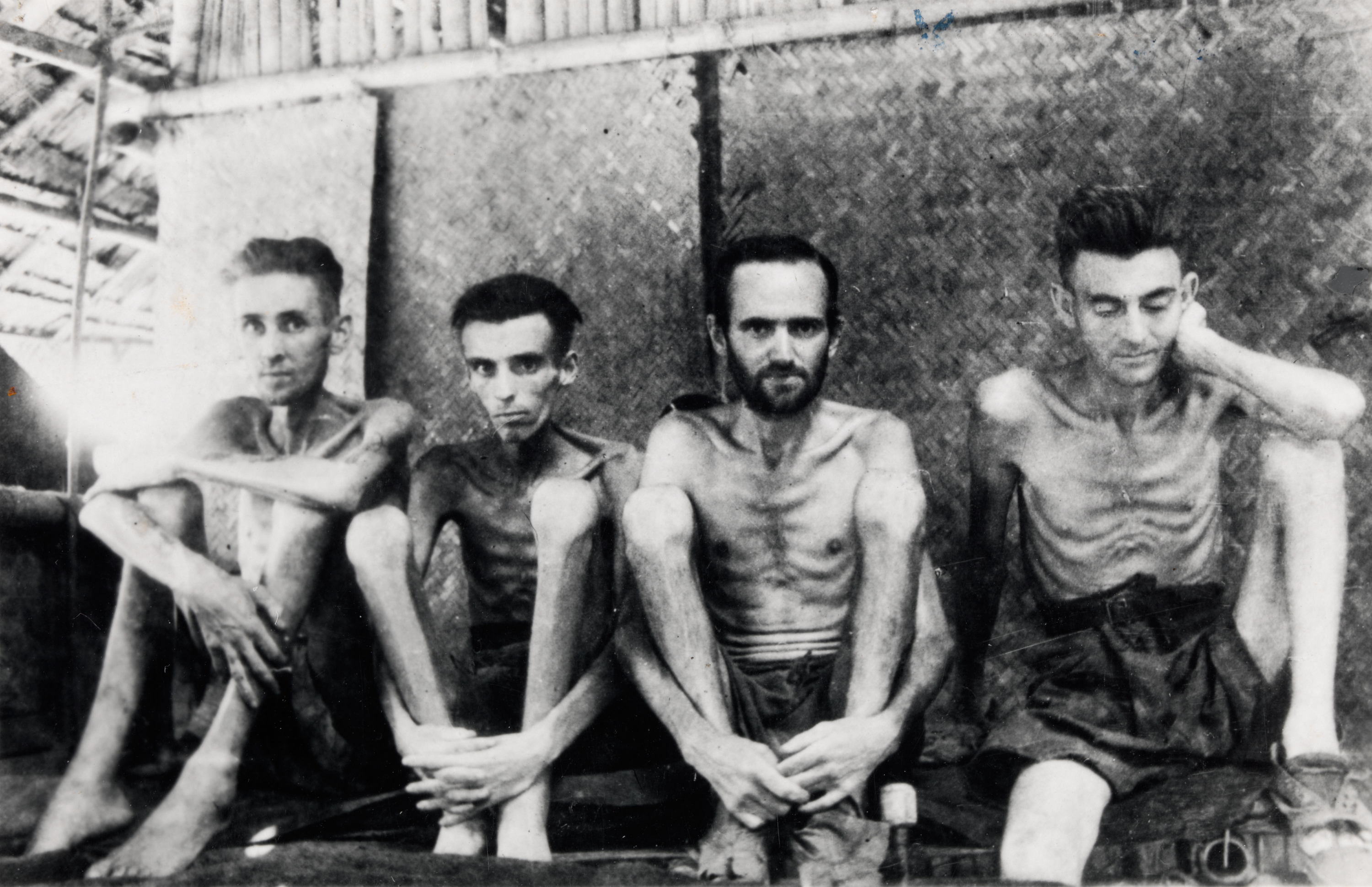
Австралийские и нидерландские военнопленные на строительстве дороги

На строительстве дороги использовался каторжный труд. Условия работы и содержания были ужасными. Около 180 тысяч азиатских каторжников и 60 тысяч военнопленных антигитлеровской коалиции строили Дорогу Смерти. Во время строительства от голода, болезней и жестокого обращения умерли примерно 90 тысяч азиатских каторжников и 16 тысяч военнопленных. Среди умерших военнопленных насчитывалось: 6318 британцев, 2815 австралийцев, 2490 нидерландцев, 356 американцев и несколько канадцев. Строительство Тайско-Бирманской железной дороги было признано военным преступлением. Хироси Абе — надзиратель лагеря для военнопленных Сонкрай был признан виновным в смерти 3000 заключённых и приговорён к 15 годам тюрьмы.
Последний выживший умер 22 января 2024 года в 104 года.

## Увековеченная память
Захоронения людей, принявших тяжёлую смерть в лагерях и вдоль железной дороги, после войны были перенесены на три кладбища, за исключением останков американских военнопленных, тела которых были вывезены на родину. Самое большое из них - военное кладбище в городе Канчанабури, где захоронено 6982 военнопленных (в том числе футболист Хенри Бай и педагог Джек Бриджер Чалкер).
Несколько музеев рассказывают о тех, кто потерял свои жизни на строительстве железной дороги. Самый большой из них расположен в Адском проходе — месте, где умерло множество строителей. Здесь же находится австралийский мемориал.
На мосту через реку Кхвэяй установлена мемориальная табличка в память о жертвах японских преступлений.

## Карты
- Карта «Дороги Смерти» с указанием станций

## В литературе и кинематографе
- «Мост через реку Квай[фр.]» (1952) — роман французского писателя Пьера Буля.
- «Мост через реку Квай» (1957) — британо-американский художественный фильм-драма режиссёра Дэвида Лина.
- «Возвращение с реки Квай[англ.]» (1989) — британский художественный фильм-драма режиссёра Эндрю Маклаглена.
- «Возмездие[англ.]» (1995) — автобиографический роман британского офицера и писателя Эрика Ломакса.
- «Возмездие» (2013) — британо-австралийский художественный фильм-драма режиссёра Джонатана Теплицки.
- «Узкая дорога на дальний север[англ.]» (2013) — роман австралийского писателя Ричарда Флэнагана и одноимённый сериал по книге.